# Рудниківська сільська рада (Снятинський район)
| Рудниківська сільська рада — колишній орган місцевого самоврядування у Снятинському районі Івано-Франківської області з адміністративним центром у с. Рудники. Водоймища на території, підпорядкованій даній раді: річка Рибниця. Сільській раді підпорядковані населені пункти: - с. Рудники |

## Склад ради
Рада складається з 16 депутатів та голови.

### Керівний склад ради
| ПІБ                           | Основні відомості                                                                                 | Дата обрання | Дата звільнення |
| ----------------------------- | ------------------------------------------------------------------------------------------------- | ------------ | --------------- |
| Максим'юк Володимир Миронович | Сільський голова, 1974 року народження, освіта                                                    | 26.03.2006   | 31.10.2010      |
| Максим'юк Володимир Миронович | Сільський голова, 1974 року народження, освіта середня загальна, член Української Народної Партії | 31.10.2010   |                 |

Примітка: таблиця складена за даними джерела